# Joseph Richter
Joseph Richter [jozef rihter], nemški dramatik, * 16. marec 1749, Dunaj, † 16. junij 1813, Dunaj.

## Življenje in delo
Joseph Richter je danes dokaj pozabljen avtor, kljub temu da je bil začasa svojega življenja precej znan in vpliven. Po tem ko je zaključil gimnazijo in filozofske študije licejskega kova, se je posvetil študiju poslovnih in računovodskih odnosov, ki pa ga je kaj kmalu opustil. Naučil se je italijanskega jezika in francoščine (med letoma 1779 in 1782 je dvakrat dlje časa bival v Parizu). Hitro se je posvetil samostojnemu pisateljskemu poklicu in izdajal raznovrstna besedila: od dram in šaloiger preko romanov in pisem do objav v revijah in zgodovinskih razprav.

### Vpliv na Slovenskem
Joseph Richter je ključno vplival na formiranje slovenskega posvetnega gledališča, saj je Anton Tomaž Linhart leta 1789 uprizoril prvo posvetno predstavo v slovenskem jeziku, Županovo Micko, na osnovni prevoda dela Die Feldmühle - prav izpod peresa Richterja. Linhart je šaloigro verjetno videl na Dunaju, ko je tam študiral. Zaradi svoje komične osti, ki je bila usmerjena predvsem v aristokratski sloj, ki se brezobzirno poigrava na račun podložnikov, je Linhart ocenil, da bo prevod po eni strani prišel skozi cenzuro, po drugi pa vzpodbudil domače občinstvo h kritičnemu pretresu razmer v katerih živijo. Predstava je bila velik uspeh, kakor lahko beremo v prvi kritiki, ki je izšla že dan po prvi uprizoritvi.